# ميشيل سارازين
كان ميشيل سارازين (5 سبتمبر 1659 - 8 سبتمبر 1734) جرَّاحًا كنديًا مبكرًا وطبيبًا وطبيعيًا وعالمًا. وُلد في نوي سو بون في مقاطعة برغندي (برغونية) وهاجر عندما كان عمره 25 سنة إلى مستعمرة فرنسا الجديدة (نيوفرانس) بصفة جراح. بقي في المستعمرة بقية حياته ولم يرجع إلى فرنسا إلا في فترتن وجيزتين. حين كان في فرنسا الجديدة، كانت مهاراته الجراحية مطلوبة جدًا، فارتقى سريعًا في المرتبة الاجتماعية وأصبح من النخبة المستعمِرة. 
كان سارازين سينورًا (لوردًا) وعضوًا في المجلس الأعلى وله نفوذ كبير في المستعمرة. اهتم كثيرًا بعلم النبات وتعاون مع الأكاديمية الملكية للعلوم في فرنسا. أرسل إلى زملائه العلماء عينات كثيرة من نباتات أمريكا الشمالية بالإضافة إلى توصيفات دقيقة لمقاطع تشريحية للحيوانات.
اكتسب سارازين كثيرًا من المعرفة المتعلقة بالعالمين الثقافي والطبيعي في فرنسا الجديدة وكان من أوائل العلماء الذين صنفوا العينات والأنظمة البيئية الموجودة فيها، ما أدَّى إلى اكتشافات مهمة كثيرة في علم النبات.
رغم مكانته الاجتماعية الرفيعة التي حظي بها لأنَّه من النخبة الفكرية في المستعمرة، واجه سارازين صعوبات مادية وتوفي فقيرًا تاركًا أرملة وأربعة أولاد.

## الوصول إلى المستعمرة والعودة إلى فرنسا (1685-1697)
تلقى سارازين التدريب الطبي في فرنسا قبل تعيينه جرّاحًا تابعًا لقوات الملك في مستعمرة فرنسا الجديدة عام 1685. تطلَّب هذا المنصب منه تقديم الخدمات الطبية لكل من الجنود وسكان المدينة. سرعان ما اُشتهر بمهاراته الطبية، وفي غضون عام رُقي إلى جرَّاح رئيسي، فأصبح أول من يتولَّى هذا المنصب في المستعمرة.
بصفته جرَّاحًا رئيسيًا، سافر سارازين على نطاق واسع مع القوات في الحملات لتقديم الرعاية الطبية. وفي غير تلك الأوقات، انشغل سارازين بالتنقل بين فندقي ديو في كيبيك ومونتريال، وكان يعالج عمليًا «السكان المدنيين في المستعمرة كلها».
لم يتقاض أجورًا مباشرة من مرضاه، بل تلقى راتبًا سنويًا من ملك فرنسا، لويس الرابع عشر، يبلغ نحو 300 ليفر. ازداد الراتب تدريجيًا مع مرور الوقت، من خلال الكثير من الضغط الذي مارسه سارازين وغيره من مسؤولي المستعمرات.
بسبب طبيعة عمله، تعرض سارازين للمرض مرارًا. أُصيب في عام 1692 بمرض خطير وبقي نحو شهر في المستشفى. وفي هذا الوقت، عبّر عن رغبته في الانضمام إلى الكنيسة، وفي عام 1693 انسحب مؤقتًا من العمل في المجتمع.
بحلول عام 1694، قرر العودة إلى فرنسا لمواصلة دراسته في الطب. شجعه على العودة سريعًا مسؤولون استعماريون منهم المعتمد بوشار دي شامبيني، إذ أدركوا ضرورة وجود طبيب ماهر في المستعمرة.
عاد سارازين إلى فرنسا الجديدة بعد أن أمضى ثلاث سنوات يدرس في باريس وريمس، حيث حصل على الدكتوراه في الطب. وخلال وجوده في باريس، أمضى وقتًا في حديقة النباتات (جاردان دي بلانت)، حيث التقى وتعلم على يد جوزيف بيتون دو تورنفورت، الذي عرَّفه على علم النبات و«حفز عنده اهتمامًا دائمًا بالجمع والتصنيف» أصبح سارازين لاحقًا «مراسلًا» لتورنفورت، ووفرت علاقتهما لسارازين صلة مهمة بأكاديمية العلوم الملكية.
عاد سارازين إلى فرنسا الجديدة عام 1697 وقد تجدد اهتمامه بالطب والعلوم الطبيعية. ولإظهار مدى تقديرهم لخبرته في المستعمرة، أُعطي وظيفة قبل أن تطأ قدماه الشاطئ. وخلال الرحلة، تفشى على متن السفينة حمى «أرجوانية» تجلت على هيئة فرفرية وأُصيب سارازين بالعدوى لكنه كرس نفسه لرعاية الركاب رغم مرضه.